# Зевс
Зевс (на старогръцки: Ζεύς или Δίας, Диас), наричан още Гръмовержец, в древногръцката митология е богът на небето, гръмотевиците и светкавиците, отговарящ за целия свят. В римската митология се отъждествява с Юпитер. Той е главният от Олимпийските богове, които му се покоряват, както и повелител на хората и баща или предтеча на повечето богове (сред които: Атина, Арес, Хермес, Хефест) и на много полубогове. Трети син е на титана Кронос и на Рея (може да се обърка с Гея) и брат на божествата Хадес, Хера, Хестия, Деметра и Посейдон. Съпруга на Зевс е богинята Хера.
Атрибутите на Зевс са щитът и двойната брадва (лабрис), а понякога - бик, орел и дъб.

## Митология
За да предпази новородения Зевс да не бъде изяден (погълнат) от баща си, както е станало с петимата му братя и сестри, Рея го дава за отглеждане на планински нимфи на остров Крит, където главна негова бавачка става Амалтея, представяна често като коза, а понякога – като нимфа-козарка. Порасналият Зевс става виночерпец на Кронос. Благодарение на службата си, Зевс освобождава братята и сестрите си от търбуха на баща им, като му дава питие от нектар, смесено с билки, предизвикващи повръщане. Те също са пораснали и подкрепени от няколко други божества, включително някои от титаните, започват война с повечето други титани (т.нар. Титаномахия). Тя продължава общо 10 години. Изминават 9 години, 9 месеца и 9 дена без никой да вземе превес. Тогава Зевс освобождава хекатонхейрите и циклопите от тяхната тъмница в Тартар, убивайки пазителката му – Кампе. След като му се заклеват във вярност, в знак на своята признателност циклопите му дават гръмотевици и светкавици, преди това - скрити от Гея. Заедно най-сетне побеждават и Зевс праща враговете си титани в Тартар или ги наказва по други начини (заставя Атлас да крепи небето над земята). После Зевс поделя с по-големите си братя Посейдон и Хадес света, чрез теглене на жребий. Сам той взема небето, Хадес - Подземното царство, а Посейдон - морето. 
Според друга версия, Зевс, по съвет на Никта, напоява Кронос с мед и когато той заспива, те го скопяват. В един от вариантите на мита за нея, от пролятото в резултат на това семе (сперма) се е родила Афродита (обикновено се твърди, че семето е било на бог Уран, бог на небето). Според тази версия, вече след свалянето на Кронос Зевс освобождава от червата му погълнатите по-рано от него нови богове и ги възвисява до Олимп.
Впоследствие Зевс е господар на богове и хора. Налага волята си, чрез гръмотевици и светкавици. Представян е подвластен на мойрите, макар че може да предвижда бъдещето и да обявява предопределението на съдбата чрез сънища, а донякъде и сам да я определя. В митологията разпределя доброто и злото по Земята (и наказва лошите). Залага у хората срама и съвестта и им дава законите. Целият обществен ред е изграден от него и е божеството, установило властта на царете. Следи за спазването на традициите и обичаите. Покровителства градския живот и молещите се и защитава слабите и обидените, а и семейството и дома.

## Потомство

### От богини
- Ананке - Адрастея
- Деметра - Персефона, на която се приписва и раждането от него на Мелиноя и Загрей, който е описван и като Зевсов син от Деметра, както и Ахил.
- Хера - Арес, Илития, Хеба. Освен това - и Хефест (като син на Хера, която го зачева посредством божествена магия).
- Ерида(?) - Ата, Тюхе
- Лето - Аполон и Артемида, брат и сестра - близнаци.
- Мая - Хермес
- Диона - Афродита, за която има и легенда, че е потомка на бог Уран
- Метида - Атина; за нея се твърди и че е родена от самия Зевс, понеже Хефест я измъква от главата му.
- Мнемозина - музите. Отнася се, както за ранната/първоначалната версия на образа им: 3 музи - Аойда, Мелета и Мнема, така и за по-късната, класическа: Деветте музи - Калиопа, Клио, Ерато, Евтерпа, Мелпомена, Полихимния, Терпсихора, Урания и Талия. Последната е майка от Зевс на Паликите.
- Селена - Пандия
- Темида - Астрея, Дике, мойрите - Атропос, Клото и Лахесис, както и орите - Афксо, Карпо и Тало (първо поколение) и Дике, Ирена и Евномия (второ).

### От нимфи и смъртни жени
- Егина - Еак
- Алкмена - Херакъл/Херкулес
- Антиопа - Амфион и Зет

- Калисто - Аркас
- Карме - Бритомартис
- Даная - Персей
- Елара - Титий
- Електра - Дардан, Хармония и Ясион

- Европа - Минос, Радамант и Сарпедон

- Евринома - Харити (Аглая, Ефросина, Талия)
- Хималия - Кроний
- Йодаме - Тебе
- Ио - Епаф
- Ламия - Херофил и няколко други деца
- Лаодамия - Сарпедон
- Леда - Полидевк (близнак на Кастор; заедно - Диоскури) и Хубавата Елена (близначка на Клитемнестра)

- Мера - Локр
- Ниоба (различна от Ниоба, дъщерята на Тантал) - Аргос и Пеласг

- Плуто - Тантал
- Подарга - Балий и Ксант

- Семела - Дионис

- Зевс (Юпитер от Смирна), Лувър, Париж
- Бюст на Зевс (намерен в Отриколи), Ватикански музеи
- Юпитер, държащ Виктория (Нике) в Ермитажа, Санкт Петербург
- Бюст на Зевс в Британския музей
- Зевс и неговият орел, „Антична сбирка“, Берлин
- Зевс, статуя от I век, Вила Гети на Жан Пол Гети